# Kinneddar Castle
Kinneddar Castle ist eine abgegangene Niederungsburg in Lossiemouth in der schottischen Council Area Moray und diente ab etwa 1187 als Residenz der Bischöfe von Moray. Der erste dokumentierte Bewohner war Bischof Richard (1187–1203). Von der Burg ist nur sehr wenig erhalten geblieben, aber das Gelände gilt als Scheduled Monument.

## Geschichte
Bischof Archibald ließ die Burg um 1280 erweitern und restaurieren; sie diente bis Ende des 14. Jahrhunderts weiterhin als Bischofsresidenz. Von der Burg ist nur ein Fragment einer Bruchsteinmauer bis heute erhalten geblieben, das in die Begrenzungsmauer des Kirchfriedhofes von Kinneddar integriert wurde. Loch Spynie, der damals zum Meer hin offen und viel größer als heute war, kam der Burg nahe und seine Marschen umgaben die Einfriedung der Burg auf drei Seiten. Noch 1734 existierte die Burg als Ruine, die aus einem zentralen Turm, umgeben von zwei konzentrischen, sechseckigen Einfriedungen, bestand. Diese Anordnung machte die Burg einmalig in Schottland.
Anschließend an das Burggelände stand die alte Kirche von Kinneddar, die nach dem Umzug des Bischofssitzes von Birnie zu einer zweiten Kathedrale von Moray wurde. Die piktischen Skulpturen, die man in den Nachbarschaft der Burg und des Friedhofes fand, weisen darauf hin, dass die Gegend im 8. Jahrhundert ein wichtiges, christliches Zentrum war (siehe Culdeer). Es könnte einer der Hauptorte der Christianisierung der Pikten gewesen sein.